# Selekcja (film 2009)
Selekcja (ang. Triage) – hiszpańsko-belgijsko-francusko-irlandzki film dramatyczny z 2009 roku w reżyserii Danisa Tanovicia. Wyprodukowany przez wytwórnie Parallel Films, HanWay Films i E1 Entertainment.
Premiera filmu miała miejsce 13 listopada 2009 roku w Hiszpanii.

## Fabuła
Mark Walsh (Colin Farrell) i David (Jamie Sives) są reporterami wojennymi. Wiosnę 1988 roku spędzają w Kurdystanie. David postanawia wcześniej wrócić do Dublina. Niedługo potem Mark zostaje ranny i również wraca do Irlandii. Wtedy okazuje się, że David nigdy nie dotarł do domu. Ślad po nim zaginął.

## Produkcja
Zdjęcia do filmu kręcono w Alicante w Hiszpanii oraz Irlandii, a okres zdjęciowy trwał od kwietnia do czerwca 2008 roku.

## Obsada
- Colin Farrell jako Mark Walsh
- Paz Vega jako Elena Morales
- Christopher Lee jako Joaquín Morales
- Jamie Sives jako David
- Kelly Reilly jako Diane
- Juliet Stevenson jako Amy
- Reece Ritchie jako Shiite Boy
- Nick Dunning jako doktor Hersbach
- Ian McElhinney jako Ivan
- Eileen Walsh jako doktor Christopher
- Branko Djurić jako doktor Talzani

i inni.

## Nagrody i nominacje
Źródło: Internet Movie Database
| Rok  | Miejsce        | Nagroda            | Kategoria                  | Odbiorcy i nominowani | Wynik     |
| ---- | -------------- | ------------------ | -------------------------- | --------------------- | --------- |
| 2009 | Rome Film Fest | Złoty Marc’Aurelio | Udział w konkursie głównym | Danis Tanović         | Nominacja |